# Interkultur
Der Begriff Interkultur beschreibt nach Mark Terkessidis, der ihn in Deutschland am prägnantesten vertritt, jene Politik, die – im Gegensatz zu den normativen Vorstellungen des für ihn „abgedankten“ Begriffes Integration – kulturelle Barrierefreiheit für die Individuen einer Gesellschaft der „Vielheit“ schaffen und „institutionelle Diskriminierung“ vermeiden will.

## Parapolis als Grundlage
Terkessidis postuliert, dass es angesichts der sich entwickelnden, vielgliedrigen „Parapolis“ überholt ist, Einwanderung als „Störfall im Normablauf“ zu betrachten. Mit „Parapolis“ bezeichnet er dabei ein urbanes Nebeneinander mobiler, unterschiedlicher und schnelllebiger Lebensentwürfe, in dem es „keine gemeinsame Vergangenheit mehr gibt“, nur noch „losen Zusammenhang“. Die „Vielheit auf den Straßen“ solle Ausgangspunkt werden „für eine andere Idee der deutschen Bevölkerung“: „Schließlich wird die Zusammensetzung der Bevölkerung auch durch Klagegesänge nicht wieder so wie früher. Das ist nun einmal die Lage, und mit der muss man umgehen. Wie früher wird ohnehin nichts mehr werden.“ Diesem Wandel gelte es durch Maßnahmen aufgeschlossen zu begegnen, wobei sich viele Aufgaben nicht „lösen“, aber sehr wohl „gestalten“ und „managen“ lassen.

## Gestaltung von Vielheit durch Umgestaltung von Institutionen
Institutionen geben Antworten auf Fragen und Aufgabenstellungen. Ziel ist es, zu hinterfragen, auf welche Weise sie das tun und ob die Antworten eventuell schon überholt sind. Terkessidis stellt fest: Institutionen „nehmen zu wenig Rücksicht auf kulturelle Besonderheiten“. Interkulturstiftende Maßnahmen setzen dazu beim tatsächlichen Verhalten an, sie sind pragmatische „Handlungsregeln“ und beziehen sich nicht auf den Einzelnen, sondern auf eben jene Institutionen. Sie überprüfen Regeln, Routinen, Führungsstile, Ressourcen und die Art der Kommunikation darauf, ob sie der Vielheit („deren kleinste Einheit das Individuum als unangepasstes Wesen [...], als Bündel von Unterschieden“ ist) gerecht werden. 
Das Ziel ist die Veränderung von charakteristischen Mustern, die mit (migrantischer) Vielheit nicht übereinstimmen: „Hierzulande geht es um die Anpassung der „Hinzugekommenen“, wie es bei Integration durch Sport heißt, an die „Gesellschafts- und Sportstrukturen in Deutschland“, und nicht um den Versuch der Veränderung der jeweiligen Institutionen im Hinblick auf individuelle Voraussetzungen und Unterschiede“. Interkultur ist damit die Herstellung allenfalls eines Rahmens, in dem sich Individuen entfalten können – „Einheit, Einigkeit sind Fiktionen. Und sie sind auch nicht erstrebenswert“. Dabei bedeutet dies nicht Beliebigkeit, sondern braucht überprüfbare Ziele, Zeit sowie Flexibilität, beschrittene Pfade auch wieder verlassen zu können. Eine solche Herangehensweise ist mit dem Begriff „Integration“ – „eine Angstreaktion auf die Realität der Vielheit“ – nicht mehr adäquat zu beschreiben: „Das Konzept Integration hat vor 30 Jahren abgedankt.“

## Rezeption
Nach Andreas Vierecke, Chefredakteur der Zeitschrift für Politik, stärkt Terkessidis' Darstellung einer „Interkultur“ den Optimismus für eine lebenswerte Zukunft in einer offenen Gesellschaft jenseits der Debatten um Leitkultur und Multikulturalismus.